# 스튜어트 빙엄

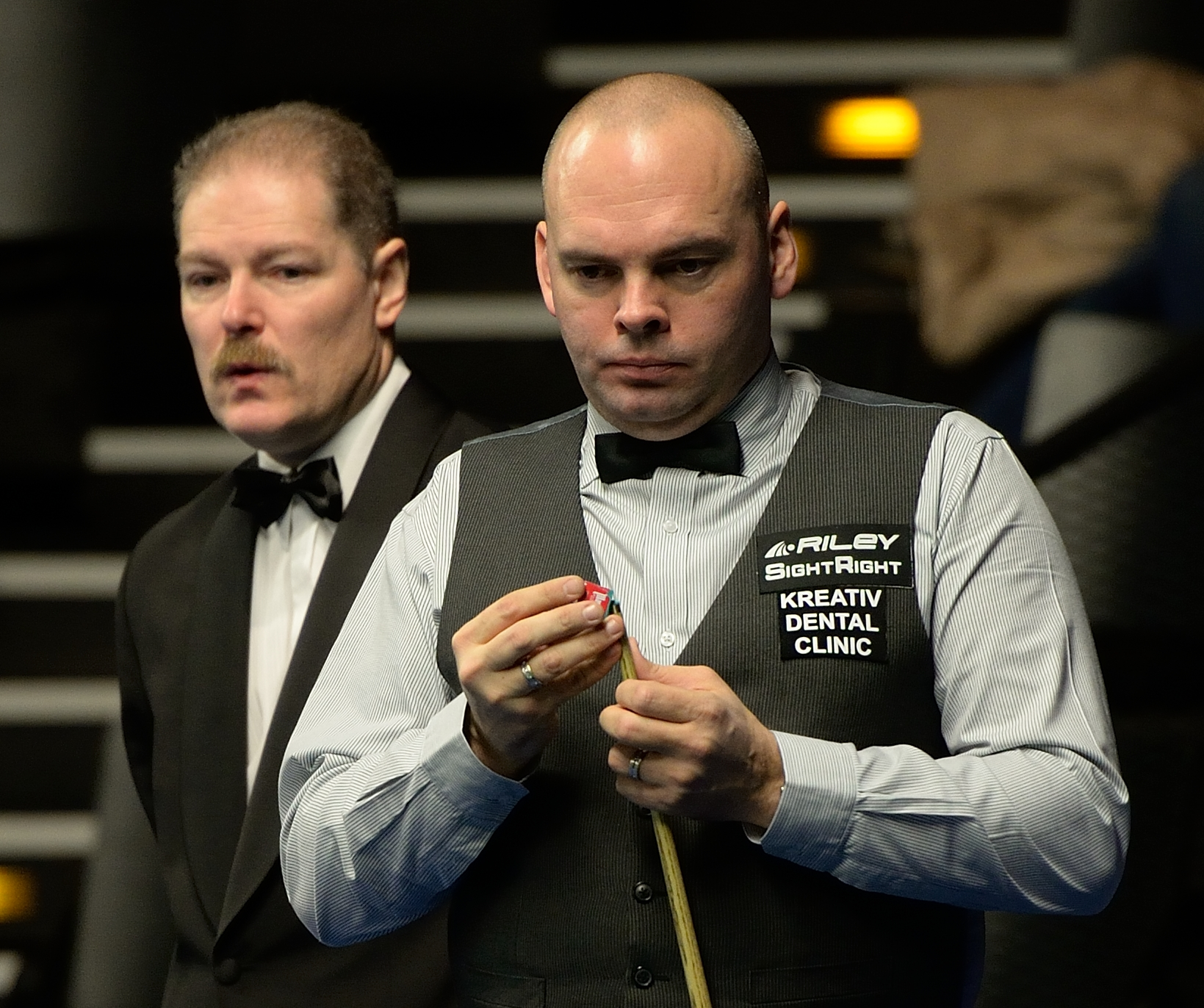
스튜어트 빙엄

스튜어트 빙엄(영어: Stuart Bingham, 1976년 5월 21일 ~ )은 잉글랜드의 스누커 선수이다.